# Grand Prix Formule 1 van Mexico 1990
De Grand Prix Formule 1 van Mexico 1990 werd gehouden op 24 juni 1990 in Mexico-Stad.

## Uitslag
| Positie | Nummer | Rijder             | Team                  | Ronden | Tijd/Opgave         | Startplaats | Punten |
| ------- | ------ | ------------------ | --------------------- | ------ | ------------------- | ----------- | ------ |
| 1       | 1      | Alain Prost        | Ferrari               | 69     | 1:32:35.783         | 13          | 9      |
| 2       | 2      | Nigel Mansell      | Ferrari               | 69     | + 25.351            | 4           | 6      |
| 3       | 28     | Gerhard Berger     | McLaren-Honda         | 69     | + 25.530            | 1           | 4      |
| 4       | 19     | Alessandro Nannini | Benetton-Ford         | 69     | + 41.099            | 14          | 3      |
| 5       | 5      | Thierry Boutsen    | Williams-Renault      | 69     | + 46.669            | 5           | 2      |
| 6       | 20     | Nelson Piquet sr.  | Benetton-Ford         | 69     | + 46.943            | 8           | 1      |
| 7       | 4      | Jean Alesi         | Tyrrell-Ford          | 69     | + 49.077            | 6           |        |
| 8       | 12     | Martin Donnelly    | Lotus-Lamborghini     | 69     | + 1:06.142          | 12          |        |
| 9       | 6      | Riccardo Patrese   | Williams-Renault      | 69     | + 1:09.918          | 2           |        |
| 10      | 11     | Derek Warwick      | Lotus-Lamborghini     | 68     | + 1 Lap             | 11          |        |
| 11      | 8      | Stefano Modena     | Brabham-Judd          | 68     | + 1 Lap             | 10          |        |
| 12      | 23     | Pierluigi Martini  | Minardi-Ford          | 68     | + 1 Lap             | 7           |        |
| 13      | 22     | Andrea de Cesaris  | Dallara-Ford          | 68     | + 1 Lap             | 15          |        |
| 14      | 24     | Paolo Barilla      | Minardi-Ford          | 67     | + 2 Laps            | 16          |        |
| 15      | 35     | Gregor Foitek      | Onyx-Ford             | 67     | + 2 Laps            | 23          |        |
| 16      | 25     | Nicola Larini      | Ligier-Ford           | 67     | + 2 Laps            | 24          |        |
| 17      | 9      | Michele Alboreto   | Arrows-Ford           | 66     | + 3 Laps            | 17          |        |
| 18      | 26     | Philippe Alliot    | Ligier-Ford           | 66     | + 3 Laps            | 22          |        |
| 19      | 14     | Olivier Grouillard | Osella-Ford           | 65     | + 4 Laps            | 20          |        |
| 20      | 27     | Ayrton Senna       | McLaren-Honda         | 63     | Band                | 3           |        |
| NF      | 36     | Jyrki Järvilehto   | Onyx-Ford             | 26     | Motor               | 26          |        |
| NF      | 29     | Éric Bernard       | Larrousse-Lamborghini | 12     | Remmen              | 25          |        |
| NF      | 30     | Aguri Suzuki       | Larrousse-Lamborghini | 11     | Botsing             | 19          |        |
| NF      | 3      | Satoru Nakajima    | Tyrrell-Ford          | 11     | Botsing             | 9           |        |
| NF      | 7      | David Brabham      | Brabham-Judd          | 11     | Elektrisch probleem | 21          |        |
| NF      | 21     | Emanuele Pirro     | Dallara-Ford          | 10     | Motor               | 18          |        |
| DQ      | 33     | Roberto Moreno     | EuroBrun-Judd         |        |                     |             |        |
| NQ      | 16     | Ivan Capelli       | Leyton House-Judd     |        |                     |             |        |
| NQ      | 15     | Mauricio Gugelmin  | Leyton House-Judd     |        |                     |             |        |
| NQ      | 10     | Alex Caffi         | Arrows-Ford           |        |                     |             |        |
| PQ      | 18     | Yannick Dalmas     | AGS-Ford              |        |                     |             |        |
| PQ      | 17     | Gabriele Tarquini  | AGS-Ford              |        |                     |             |        |
| PQ      | 31     | Bertrand Gachot    | Coloni-Subaru         |        |                     |             |        |
| PQ      | 34     | Claudio Langes     | EuroBrun-Judd         |        |                     |             |        |
| PQ      | 39     | Bruno Giacomelli   | Life                  |        |                     |             |        |

## Statistieken
| Pole-position | Gerhard Berger | McLaren-Honda | 1:17.227 |
| Snelste ronde | Alain Prost    | Ferrari       | 1:17.958 |

## Noot
- Dit was de honderdste Grand Prix-start voor Ayrton Senna. Hiermee was Senna de 33ste coureur die minstens 100 races had gereden.

1962 · 1963 · 1964 · 1965 · 1966 · 1967 · 1968 · 1969 · 1970 · 1986 · 1987 · 1988 · 1989 · 1990 · 1991 · 1992 · 2015 · 2016 · 2017 · 2018 · 2019